# ICFO
Instituto de Ciencias Fotónicas (ICFO, katalanska: Institut de Cièncias Fotòniques) är ett statligt forskningsinstitut i Castelldefels i Barcelona i Spanien, som ägnar åt forskning om ljus (fotonik).
Institutet grundades 2002 och ligger i Parc Mediterrani de la Tecnologia.